# Velleminfroy
Velleminfroy är en kommun i departementet Haute-Saône i regionen Bourgogne-Franche-Comté i östra Frankrike. Kommunen ligger i kantonen Saulx som tillhör arrondissementet Lure. År 2022 hade Velleminfroy 296 invånare.

## Befolkningsutveckling
Antalet invånare i kommunen Velleminfroy
| Referens: INSEE |